# Alessandra Mele
Alessandra Watle Mele (Pietra Ligure, Itália; 5 de setembro de 2002), conhecida mononimamente como Alessandra, é uma cantora e compositora norueguesa-italiana. Ela competiu na sétima temporada de The Voice – Norges beste stemme (versão norueguesa de The Voice) em 2022, chegando aos shows ao vivo. Ela representou a Noruega no Festival Eurovisão da Canção 2023 com a música «Queen of Kings».

## Infância e educação
Mele nasceu em 5 de setembro de 2002 em Pietra Ligure, Savona, filha de pai italiano de Albenga e mãe norueguesa de Stathelle, e cresceu em Cisano sul Neva. Aos doze anos, ela ganhou a quinta edição do VB Factor, um show de talentos local da região de Val Bormida. Depois de terminar o colegial em 2021, ela foi morar com os avós maternos em Porsgrunn, Noruega, antes de se mudar para Lillehammer, para estudar no Lillehammer Institute of Music Production and Industries (LIMPI).

## Carreira

### 2022:The Voice Noruega
Em 2022, Mele participou da sétima temporada do The Voice – Norges beste stemme, a versão norueguesa da franquia The Voice. Após sua audição às cegas, ela se juntou à equipe do técnico Espen Lind. Ela foi eliminada nos shows ao vivo.
| Rodada           | Música                         | Artista original                   | Resultado                     |
| ---------------- | ------------------------------ | ---------------------------------- | ----------------------------- |
| Audição às cegas | "I Will Pray (Pregherò)"       | Giorgia com Alicia Keys            | Se juntou à equipe Espen Lind |
| As batalhas      | "I Just Can't Stop Loving You" | Michael Jackson com Siedah Garrett | Avançou                       |
| Tira-Teima       | "The Moon Is a Harsh Mistress" | Jimmy Webb                         | Avançou                       |
| Shows ao vivo    | "One Night Only"               | Deena Jones & the Dreams           | Eliminada                     |

### 2023:Melodi Grand Prixe Festival Eurovisão da Canção
Em 4 de janeiro de 2023, Mele foi anunciada como uma dos vinte e um artistas a competir no Melodi Grand Prix 2023, a seleção nacional norueguesa para o Festival Eurovisão da Canção 2023. Ela apresentou sua canção "Queen of Kings" na primeira semifinal em 14 de janeiro de 2023 e estava entre os três atos que se classificaram para a final em 4 de fevereiro de 2023. Ela acabou vencendo a competição, recebendo o maior número de pontos tanto do público quanto do júri internacional, conquistando assim o direito de representar a Noruega no Festival Eurovisão da Canção 2023 em Liverpool, Reino Unido. Ela deve se apresentar na primeira semifinal em 9 de maio de 2023.

## Vida pessoal
Em entrevista ao Eurovision Fun, Mele relatou que ela é bissexual, com sua música "Queen of Kings" representando suas experiências como uma mulher bissexual.

## Discografia

### EP
| Título               | Ano  |
| -------------------- | ---- |
| Best Year of My Life | 2024 |

### Singles
| Título           | Ano  | Posições alcançadas | Posições alcançadas | Posições alcançadas | Posições alcançadas | Posições alcançadas | Álbum                |
| Título           | Ano  | NOR                 | FIN                 | HUN                 | ISL                 | SWE                 | Álbum                |
| ---------------- | ---- | ------------------- | ------------------- | ------------------- | ------------------- | ------------------- | -------------------- |
| "Queen of Kings" | 2023 | 1                   | 3                   | 6                   | 22                  | 7                   | Best Year of my Life |
| "Pretty Devil"   | 2023 | 40                  | —                   | —                   | —                   | —                   | Best Year of my Life |
| "Bad Bi—"        | 2023 | 176                 | —                   | —                   | —                   | —                   | Best Year of my Life |
| "Heavy"          | 2023 | —                   | —                   | —                   | —                   | —                   | Best Year of my Life |
| "Narcissist"     | 2024 | 69                  | 168                 | —                   | —                   | —                   | Best Year of my Life |
| "Supposed to Be" | 2024 | —                   | —                   | —                   | —                   | —                   | Single avulso        |
| "Marameo"        | 2024 | —                   | —                   | —                   | —                   | —                   | Single avulso        |